# Gibraltar Hill (Williamsdale, New South Wales)
Gibraltar Hill är ett berg i Australien. Det ligger i regionen Palerang och delstaten New South Wales, i den sydöstra delen av landet, omkring 270 kilometer sydväst om delstatshuvudstaden Sydney. Toppen på Gibraltar Hill är 1 130 meter över havet, eller 175 meter över den omgivande terrängen. Bredden vid basen är 7,4 km.
Runt Gibraltar Hill är det mycket glesbefolkat, med 4 invånare per kvadratkilometer.. Närmaste större samhälle är Macarthur, omkring 18 kilometer norr om Gibraltar Hill.
I omgivningarna runt Gibraltar Hill växer huvudsakligen savannskog. Genomsnittlig årsnederbörd är 1 026 millimeter. Den regnigaste månaden är februari, med i genomsnitt 164 mm nederbörd, och den torraste är juli, med 35 mm nederbörd.